# William Claytor
William Claytor   (Norfolk, 4 de gener de 1908 - Washington DC, 14 de juliol de 1967), conegut com a Bill pels seus amics i coneguts, va ser un matemàtic estatunidenc, el tercer negre en obtenir un doctorat en matemàtiques.
Claytor va ser escolaritzat a Washington DC on vivia la família, ja que el seu pare era funcionari d'una agència governamental i, després, odontòleg. El 1925, després de graduar-se al Hampton Institute de Virgínia, va ingressar a la universitat Howard on va ser deixeble de Dudley Weldon Woodard qui, després d'obtenir el màster el 1930, li va recomanar seguir estudis de doctorat a la universitat de Pennsilvània. El 1933 va obtenir el grau de doctor a Pennsilvània amb una tesi de topologia dirigida per John Robert Kline, convertint-se en el tercer negre que obtenia aquest grau als Estats Units. Amb el seu doctorat a la ma, va ser professor del West Virginia State College on les seves obligacions i un ambient desafortunat li van impedir continuar amb la recerca. El 1935 va intentar entrar a la universitat de Princeton, sense èxit, ja que les seves autoritats acadèmiques no estaven disposades a tenir un negre al claustre. El curs 1936-37 va aconseguir, amb el suport de Raymond Wilder, Leo Zippin, Oswald Veblen i altres matemàtics destacats, una plaça docent no remunerada a la universitat de Michigan. Amb l'ajut d'una beca Julius Rosenwald va poder continuar a Michigan fins que el 1941, amb l'entrada dels Estats Units a la Segona Guerra Mundial, es va enrolar a l'exèrcit per donar classes d'artilleria antiaérea. Acabada la guerra i després de dos cursos a la Southern University (Louisiana) i al Hampton Institute (Virgínia) respectivament, el 1947 va ser contractat per la universitat Howard de Washington DC on va romandre fins a la seva mort el 1967. La seva càrrega docent, d'unes vint hores lectives setmanals, va impedir que tingués temps per publicar les seves recerques i només va publicar dos articles en tota la seva vida, el 1934 i el 1937.